# Yatagan (1900)
Yatagan – francuski niszczyciel z początku XX wieku, typu Framée. Nazwa oznacza jatagan. Brał udział w I wojnie światowej. 3 listopada 1916 roku,  "Yatagan" zatonął w okolicy Dieppe po zderzeniu  ze statkiem SS "Teviot", podczas zadań ochrony rybołówstwa